# Bernat Torroja i Ortega
Bernat Torroja i Ortega (Reus, 1817 - 1908) fou un polític i advocat català.
De jove va anar a viure a València amb un oncle i va estudiar allí, obtenint la llicenciatura de dret. Va iniciar la carrera militar en crear el general Llauder el batalló de voluntaris a la Primera guerra Carlina, arribà a comandant militar de Batea des d'on mobilitzà els liberals contra uns 20.000 carlins del Baix Aragó. Va ser també cap militar de Móra d'Ebre i successivament de Cervera, la Panadella i Montmaneu. Després va abandonar la carrera militar. Va exercir com a advocat a Reus i fou amic personal de Joan Prim i Prats al que va donar suport per proclamar la majoria d'edat d'Isabel II. El 1845, junt amb Andreu de Bofarull, va treballar per a aconseguir un institut de segon ensenyament a Reus, del qual en va ocupar una càtedra. Va ser també professor de matemàtiques a la societat "Fomento de la Instrucción", que en ser dissolta per ordre governativa va aplegar els seus socis i els va incorporar a la Societat El Círcol de Reus, l'any 1852, entitat de la que en va ser un dels fundadors. Entre els llocs que va ocupar figuren els d'arxiver i administrador de l'hospital, secretari de l'Ajuntament, regidor, diputat i impulsor de la línia fèrria Reus-Montblanc-Lleida i de la carretera de Reus a Fraga. El 1862 era un dels accionistes fundadors del Banc de Reus.
Sent diputat provincial per Falset, l'1 d'octubre de 1857 va aconseguir que l'ajuntament (presidit llavors per Felipe de Nassarre) aprovés de manera unànime una moció per sol·licitar el trasllat de la capitalitat de la província de Tarragona a Reus, argumentant que Reus era al centre de la província i que llavors era la ciutat més poblada de tota la demarcació doncs l'any 1857 Reus tenia 28.200 habitants, mentre que Tarragona era la tercera amb només 19.700 habitants (Tortosa era la segona amb 25.000) i que capitenajava una important àrea metropolitana amb poblacions de l'entorn com Cambrils, Vila-seca de Solcina, Riudoms i la Selva del Camp. La petició va comptar amb el suport del prior de Sant Pere, Bonaventura Homs. Es va crear una comissió presidida pel mateix Bernat Torroja i en la qual també hi van ser presents, entre d'altres, el poeta i filòsof reusenc Joaquim Bartrina, però la petició no fou finalment atesa.
Més tard, el 1872, va reclamar l'establiment de tres Audiències o Tribunals a la província amb seus a Reus, Tarragona i a Tortosa, en contra de la proposta oficial d'establir tan sols dues Audiències, una a Tarragona i l'altra a Tortosa; aquesta vegada ho va argumentar amb la relació comercial entre els pobles de l'entorn i la ciutat i per ser Reus un important nus de comunicacions ferroviàries i viàries on hi arribaven 11 carreteres i en el fet que en cas d'haver-hi tres Tribunals (Audiències), tots tres tindrien una mida i un nombre d'habitants similar: els partits judicials de Reus, Falset i Montblanc sumarien 124.509 habitants, els de Tortosa i Gandesa 107.883, mentre que els del Vendrell, Valls i Tarragona en sumarien 97.683, i que a més el partit judicial de Falset, molt vinculat a Reus, era incoherent que passés a dependre de Tortosa. Les consideracions de Torroja foren més tard recollides pels geògrafs Pau Vila i Josep Iglésies (aquest també reusenc com Torroja), que van proposar per la divisió administrativa en comarques i vegueries que va aprovar la Generalitat republicana de 1936, on Reus presidia la Regió Quarta amb les comarques del Camp de Tarragona, Priorat, la Ribera d'Ebre i la Conca de Barberà
Fou fundador de l'Associació Catalanista de Reus i designat president. Va ser el principal animador de l'Associació i el més actiu col·laborador, també el que donà més densitat ideològica al seu portaveu, La Veu del Camp. Participà en les campanyes de defensa del dret català el 1880 i 1884 i va ser vicepresident de la segona assemblea de la Unió Catalanista celebrada a Reus el 1893, un any després de la de Manresa.
Del 1885 al 1886 fou alcalde de Reus: el juliol de 1885, l'alcalde Eusebi Folguera va anar a Madrid amb una representació de l'ajuntament per tal de demanar autorització per recaptar directament des del municipi els impostos sobre consums. Al retornar a Reus sense èxit, va presentar la dimissió amb tot el seu consistori, i el governador civil va enviar un delegat per fer-se càrrec de l'ajuntament. Pel mes d'agost es va nomenar un ajuntament provisional presidit per Bernat Torroja. Aquest ajuntament va cessar el febrer de 1886, incorporant-se l'antic consistori al govern de la ciutat.
Torroja, a partir de 1889, va ser arxiver i cronista de la ciutat, i tenia com a col·laborador Joan Puig Alguer.
Va tenir dos fills, Román Torroja Quinzà, militar, que va morir a Cuba el 1896, Joaquim Torroja, diplomàtic, i una filla, que es va casar amb el poeta tortosí Joan Cachot i Lluís. Bernat Torroja va fer-se càrrec del seu net, Joan Cachot i Torroja quan la seva mare va morir. Els darrers anys de la seva vida els passà apartat de la vida pública.
La ciutat de Reus li ha dedicat un carrer del nou barri del Mas Iglésies, a l'avinguda de Salou.